# 우던타니역
우던타니역(태국어: สถานี รถไฟ อุดรธานี)은 태국 동북부 우돈타니 주 므앙 우돈타니 군에 있는 태국국영철도 동북본선의 역이다.

## 개요
우돈타니 역은 태국 동북부 우돈타니 주의 주 청사 소재지이며, 약 43만명의 인구가 살고 있는 므앙 우돈타니 군에 있는 태국국영철도 동북본서의 역이다.
역의 전면(서쪽 방향)이 도시이며, 시내 중심에 위치한다. 역 앞은 태국의 역전 중에서도 손꼽히는 번화가다. 또한 버스터미널 (제1버스터미널)에서 걸어서 갈 수 있는 거리로 여행의 자유도가 늘어난다. 후아람퐁 역(방콕)에서 568.84km 지점에 위치하고 가장 빠른 급행열차를 이용할 경우 10시간 정도 소요된다.
일등 역이고 하루에 12편(6왕복) 열차가 발착하고, 그 내역은 급행 3회, 왕복 쾌속 1회, 왕복, 보통 2회 왕복이다. 이 중 4편 (급행 1회 왕복, 보통 1회 왕복)은 당역이 출발 종착역이다.

## 역사
1941년 6월 24일에 문을 열었고 잠시 종착역이었지만, 1955년 9월 13일에 나타역까지 연장하여 중간역이 되었다.
- 1941년 6월 24일 [개장] 콘깬 역 - 우돈타니 역 (119.09km)
- 1955년 9월 13일 [개장] 우돈타니 역 - 나타 역 (49.00km)

## 구조
단식과 섬식 1면의 복합형 홈으로 2면 2선을 가지는 지상 역이며, 역사는 홈에 접하고 있으며, 콘크리트로 만든 현대적인 서양식 건축이다.

## 운행 열차

### 하행선
- 후아람퐁 역 - 농카이 역 (621.10km) : 제 69 침대 특급열차 (전일정 12시간 25분) ( 주행속도 50.0 km/h )
- 후아람퐁 역 - 농카이 역 (621.10km) : 제 77 디젤 급행열차 (전일정 10시간 30분) (주행속도 59.1km/h)
- 후아람퐁 역 - 농카이 역 (621.10km) : 제 133 쾌속 열차 (전일정 13시간 00분) (주행속도 47.8km/h)
- 나콘라차시마 역 - 농카이 역 (359.93km) : 제 415 보통 디젤 열차 (전일정 6시간 10분) (주행속도 58.4km/h)
- 후아람퐁 역 - 우돈타니 역 (568.84km) : 제 75 디젤 급행열차 (전일정 9시간 50분) (주행속도 57.8km/h)
- 나콘랏차시마 역 - 우돈타니 역 (305.19km) : 제 417 보통열차 (전일정 5시간 02분) (주행속도 60.6km/h)

### 상행선
- 농카이 역 - 후아람퐁 역 (621.10km) : 제 70 침대 특급열차 (전일정 12시간 05분) (주행속도 51.4km/h)
- 농카이 역 - 후아람퐁 역 (621.10km) : 제 76 디젤 급행열차 (전일정 11시간 10분) (주행속도 55.6km/h)
- 농카이 역 - 후아람퐁 역 (621.10km) : 134 쾌속 열차 (전일정 12시간 45분) (주행속도 48.71km/h)
- 농카이 역 - 나콘랏차시마 역 (359.93km) : 제 418 보통 디젤 열차 (전일정 6시간 50분) (주행속도 52.7km/h)
- 우돈타니 역 - 후아람퐁 역 (568.84km) : 제 78 디젤 급행열차 (전일정 10시간 20분) (주행속도 55.0km/h)
- 우돈타니 역 - 나콘랏차시마 역 (305.19km) : 제 416 보통열차 (전일정 5시간 25분) (주행속도 56.3km/h)

## 주변 시설
- 센트럴 플라자 (600m)
- 제1터미널 (700m)
- 우돈타니 국제공항 (6.5km)